# Ухнагин Хурелсух
В това монголско име Ухнагин е презиме, а Хурелсух е лично име.
Ухнагин Хурелсух (на монголски: Ухнаагийн Хүрэлсүх) е монголски политик, президент на Монголия от 25 юни 2021 г. Служи и като министър-председател на страната от октомври 2017 г. до януари 2021 г. Участва в парламента на Монголия 4 пъти – през 2000, 2004, 2012 и 2020 г.
В периода 2004 – 2006 г. служи като министър на извънредните ситуации, от 2006 до 2008 г. като министър на професионалната инспекция и на два пъти вицепремиер между 2014 и 2017 г. Генерален секретар на Монголската народна партия от 2008 до 2012 г. и неин председател от 2017 до 2021 г.